# 泰特里茨卡羅

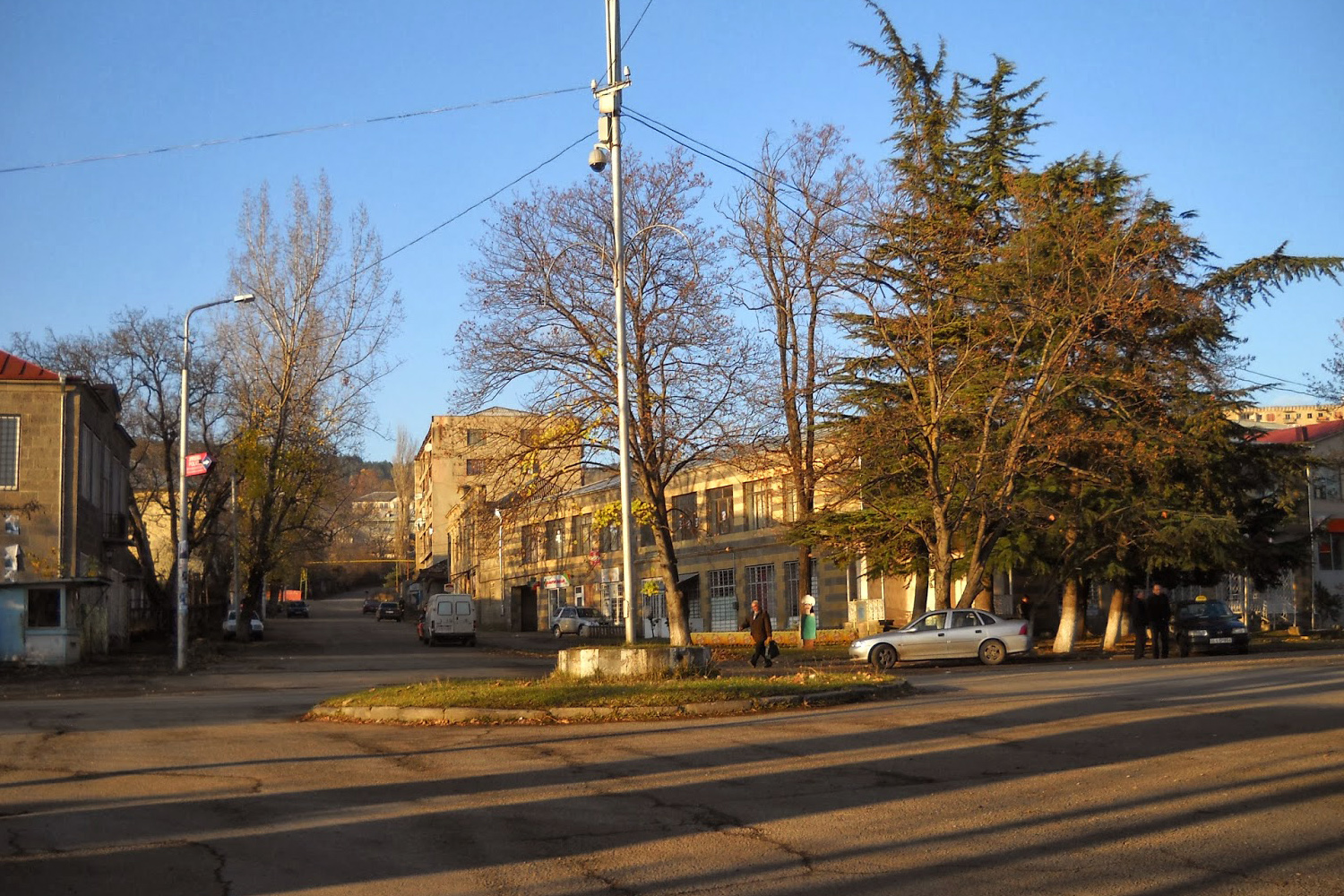
泰特里茨卡羅

泰特里茨卡羅（羅馬化：tetrits'q'aro，發音：[tʰɛtʰritsʼqʼɑro]）是格魯吉亞南部下卡尔特利大区泰特里茨卡羅市鎮的城鎮及其行政中心。距離首都第比利斯59公里，海拔高度1,180米，受大陸性氣候影響，2009年人口3,800。